# Зюков, Анатолий Матвеевич
Анато́лий Матве́евич Зю́ков (1 декабря 1886, Полтава — 13 декабря 1953, Киев) — украинский советский терапевт, инфекционист, доктор медицинских наук (1927), профессор (1928).

## Биография
Родился 1 декабря 1886 года[по какому календарю?] в Полтаве в семье инженера-механика и домохозяйки.
Окончил медицинский факультет Университета Святого Владимира со званием «лекаря с отличием». В 1912 году начал работать в клинике врачебной диагностики, однако в 1914 году его мобилизовали в армию, где он был младшим врачом пехотного полка. Во время боевых действий переболел тяжёлой формой брюшного тифа. На передовой осознал значение инфекционной патологии, которая непосредственно влияла на последствия военных действий — в структуре санитарных потерь инфекционные болезни преобладали над боевыми.
В 1918 году вернулся в Киев и начал работать ординатором в терапевтической университетской клинике Киевского медицинского института под руководством академика Ф. Г. Яновского. Длительное время он работал в этой клинике над проблемой почечной патологии и стал известен благодаря своим исследованиям поражения почек при гриппе во время пандемии испанки. В 1924 году А. М. Зюков — старший ассистент в факультетской клинике; читал в качестве приват-доцента курс болезней обмена веществ. В 1927 году защитил докторскую диссертацию на тему: «Обмен воды в организме», которая была издана отдельной монографией.
По рекомендации Ф. Г. Яновского в 1927 году был назначен на должность заведующего кафедры инфекционных болезней; одновременно, после смерти Яновского заведовал кафедрой врачебной диагностики в течение 1928/29 учебного года. Яновский также завещал своему ученику половину своей квартиры в доме 13/26 по улице Ярославов Вал. Также, в 1930—1935 годах был научным руководителем Киевского института туберкулёза и института охраны материнства и детства, в 1934—1941 годах заведовал кафедрой инфекционных болезней Киевского института усовершенствования врачей, а также был консультантом клинической базы Института экспериментальной биологии и патологии.
А. М. Зюков имел большой опыт работы врача общей практики, получил блестящую подготовку по внутренним болезням, поэтому со знанием дела обеспечивал многогранную деятельность инфекциониста-учёного. В то время под его руководством и при непосредственном участии внедрили инновационные для своего времени методы лечения инфекционных болезней специфическими сыворотками, бактериофагами, предложили научно обоснованный способ лечения скарлатины, шигеллёза (тогда называли дизентерией) и брюшного тифа с использованием донорской крови (гемотерапия). Кстати, его ученику Григорию Хоменко за представленную на защиту работу «Лечение бациллярной дизентерии» Учёный совет присудил сразу научную степень доктора медицинских наук, минуя кандидатскую. В 1939 году, задолго до открытия серотипов вируса гриппа и других возбудителей ОРВИ, А. М. Зюков опубликовал обоснованное предположение о возможности существования разных вирусов, которые способны вызывать грипп, и о наличии других возбудителей, способных порождать гриппоподобные заболевания. Труды А. М. Зюкова того периода также были посвящены лечению инфекционных болезней, исследованию шока, гриппа, краснухи, туберкулёза, применению АЦС (антиретикулярная цитотоксическая сыворотка) в лечении инфекционных болезней.
Во время немецкой оккупации он был вынужден работать в Киеве в так называемом медицинском институте «Полимедикум», к преподаванию в котором была привлечено подавляющее большинство профессоров и преподавателей, оставшихся в городе. В конце декабря 1941 года с кафедры инфекционных болезней он перешёл на кафедру пропедевтики терапии. Продолжала работать в период немецкого нашествия и больница имени Октябрьской революции, временно именовавшейся Первой городской клинической больницей. В своих воспоминаниях Анатолий Матвеевич Зюков писал:
«Красивая и уютная клиника имела теперь жалкий вид: через забитые фанерой окна в палаты проникала зимняя стужа, потрясая тусклое пламя коптилок; замёрзшие краны давно уже перестали давать воду, и переполненные нечистотами гардеробной издавали невыносимую вонь. Сами стены некогда нарядного помещения покрылись грязными каплями испарений, и, казалось, плакали о своей судьбе. На кроватях, съёжившихся от холода, подложив под голову штаны или куртку, стонали в тифозном бреду укрытые шинелями советские военнопленные. Среди этого мрака, смрада и холода, в грязных халатах, натянутых поверх шуб и пальто, как тени двигались работники „клиники“. Они были голодные, истерзанные морально, еле держались на ногах, заражались сыпным тифом, но честно выполняли свой долг и не покидали своего поста. О питании больных никто не заботился. Немецкое командование распорядилось отпускать в больницу только воду, но и её не было в достаточном количестве. Иногда у дверей появлялись какие-то заснеженные женские фигуры, они привозили детские саночки, заваленные тряпьем — отсюда доставались ведра, доверху наполненные горячим пшенным супом с картошкой. Это была дань милосердия Приорки и Куреневки, дань неизвестных патриотов, единственная возможность хоть как-нибудь накормить больных»
Сразу после освобождения Киева от немецких войск, уже 13 декабря 1943 года, в медицинском институте были возобновлены занятия. С первого дня открытия Зюкова назначили заведующим сразу двух кафедр — факультетской терапии и пропедевтической терапии. Только с октября 1944 года он вновь возглавил кафедру инфекционных болезней, которой руководил до самой смерти.
Сразу после освобождения города А. М. Зюков, как медицинский эксперт, входил в состав комиссии по установлению и расследованию злодеяний нацистских захватчиков, которую возглавлял Н. С. Хрущёв. Вместе с известными академиками П. Г. Тычиной, М. Ф . Рыльским, профессорами Я. И. Пивовонским, Ю. Ю. Крамаренко, Н. А. Шепелевским А. М. Зюков работал в Бабьем Яру, Дарнице, Сырецком концлагере и других местах массовых захоронений граждан.
Высокий авторитет А. М. Зюкова как учёного, клинициста и педагога оказался также в том, что он был председателем учебно-методического комитета Киевского медицинского института, заместителем председателя эпидемиологической секции Учёного Совета НКЗО Украины, заместителем председателя Киевского филиала союза микробиологов, эпидемиологов и инфекционистов, был одним из основателей научно-исследовательского института инфекционных болезней Министерства здравоохранения СССР, который в первые послевоенные годы создали в Киеве. Кстати, это был первый в СССР институт этого направления медицины. Анатолий Матвеевич и сотрудники кафедры инфекционных болезней КМИ некоторое время работали по совместительству в этом институте. Так, в 1949-1950 годах. Зюков был заведующим II клиническим отделением, а с ноября 1950 года до конца 1951 года исполнял обязанности заместителя директора по научной части НИИ инфекционных болезней, был научным руководителем отделов, которые разрабатывали проблемы заболеваний дыхательных путей и брюшного тифа.
А. М. Зюков был прекрасным лектором, послушать его лекции очень часто приходили сотрудники других кафедр, врачи неинфекционного направлении. Внешне похожий, благодаря своим усам, на мушкетёра Анатолий Матвеевич и свою лекцию провозглашал словно фехтуя, всегда метко в цель. Известный невропатолог, профессор Никита Борисович Маньковский вспоминал: 
«Также памятны лекции по инфекционным болезням профессора А. М. Зюкова. Такого блестящего лектора я, пожалуй, никогда больше не слышал. Анатолий Матвеевич доносил свои мысли до слушателей без каких-либо вводных, вступительных замечаний, каждая лекция, по сути, была монографией, посвященной той или иной патологии или иному клиническому вопросу, например, иммунитету.»
В воспоминаниях о своём отце, Р. Е. Кавецком, Наталья Кавецкая-Мазепа указала:

Он жил на первом этаже под нашей квартирой. И его дом был, как он говорил, «игорный». Он был страстным преферансистом. У него был настоящий, старинный ломберный стол, покрытый зеленым сукном. За этим столом играли доктор В. Н. Савич, М. В. Птуха, Л. В. Татаринова и моя мама. Там всегда царило веселье.
В конце 1953 года Зюков тяжело заболел и был вынужден прекратить читать лекции; 13 декабря 1953 года в результате очередного инфаркта миокарда А. М. Зюков ушёл из жизни. Был похоронен на Байковом кладбище.

## Научная деятельность
Автор 68 научных работ, посвященных вопросам патогенеза наиболее распространённых инфекционных болезней и разработке методов патогенетической терапии. Среди них:
- До питання про значення остуди нирки в етіології нирковиць // Українські медичні вісті. — 1925, № 1;
- Гострі інфекційні хвороби та гельмінтози людини. — Київ, 1941(у співавторстві з Б. Я. Падалкою) (перевиданий в 1951 р.);
- Инфекционные болезни: Учебник для средних медицинских работников. — 2-е изд. — 1947.  (рус.)
- «Кишкові інфекції». 1938, Київ;
- «Скарлатина», 1939, Київ;
- «Грип», 1939. Київ;
- «Паразитарні тифи», 1948, Київ;

Подготовил 10 кандидатов и 3 докторов наук.